# سد عظیم
سد عظیم (به عربی: سد العظیم) یک سد خاکی در عراق است که در 100km northeast of Baghdad, Iraq, Salah ad Din Governorate, Iraq واقع شده‌است.